# Tribalus espanyoli
Tribalus espanyoli är en skalbaggsart som beskrevs av Yélamos och Vienna 1995. Tribalus espanyoli ingår i släktet Tribalus och familjen stumpbaggar. Inga underarter finns listade i Catalogue of Life.